# Brookesia dentata
Brookesia dentata är en ödleart som beskrevs av  François Mocquard 1900. Brookesia dentata ingår i släktet Brookesia och familjen kameleonter. IUCN kategoriserar arten globalt som starkt hotad. Inga underarter finns listade.